# Руч'ї (Палкінський район)
Руч'ї (рос. Ручьи) — присілок в Палкінському районі Псковської області Російської Федерації.
Населення становить 31 особу. Входить до складу муніципального утворення Новоуситовська волость.

## Історія
Від 2015 року входить до складу муніципального утворення Новоуситовська волость.

## Населення
| 2001 | 2002 | 2010 | 2013 | 2014 | 2016 |
| ---- | ---- | ---- | ---- | ---- | ---- |
| 52   | ↘45  | ↘36  | ↘34  | ↘32  | ↘31  |